# Volata (torrente)
Il Volata, meglio conosciuto con la declinazione al femminile è un corso d'acqua presso Vizzaneta, nel comune di San Marcello Piteglio.

## Il nome
Volata, trae origine dall'impervia forma della sua valle, scoscesa e presso i fiumi inforrata

## Descrizione
Il corso d'acqua sgorga vicino al Passo della Calanca, dalle Vene del Lago dello Scaffaiolo. Un altro ramo sorgentizio consistente, è costituito dalla Volata d'Andia  (o Rio d'Andia) che   nasce dal Monte Spigolino. 
In particolare di questo ramo sorgentizio si rileva che gli affluenti di sinistra sono:
- Volata del Casino
- Botro della Fontanina
- Botro di Rofino/Ruffino
- Fosso dei Merizzi

mentre a destra (versante Monte Cuccola) abbiamo: 
- Botro della Dogana
- Botro di Collecchia

La Volata d'Andia confluisce con la prima sotto la parte alta del paese di Vizzaneta.
Il Volata (ramo sorgentizio di sinistra), riceve le acque da:
Volata di Valifosca, Botro delle Scolte, Fosso Pertini, Fosso del Barco, Botrello, Fosso di Ricigliano, Fosso della Fonte, Rio Forca e  Volatella.
Questi due ultimi sono sbarrati da una piccola diga, in località Chiasso di Vizzaneta.
Raggiunta la casa de "Il Mulino" troviamo il Fosso della Macina. 
Dal paese di Lizzano Pistoiese abbiamo la confluenza alla foce (a Pratale) con la Forra del Comune (Fosso o Forra di Lizzano) presso il Lago della Diga di Tistino, nelle acque  della Lima.